# 虎尾糖廠廠長宿舍
虎尾糖廠廠長宿舍於西元1916年建立，糖廠在當地具有一定程度的意義，因此廠長的地位在當時是相當重要的位置，住所具有其身分和地位。目前仍由廠長使用中，屬於較高階的宿舍。曾於西元2015年9月爆發衝突，三百名台糖工會員工在虎尾糖廠鐵橋進行完工通行典禮上抗議，不滿虎尾糖廠宿舍群被列為縣定古蹟，嚴重影響台糖發展，並要求馬上撤除古蹟的公告。